# Campeonato Mundial de Atletismo de 2009 - 3000 m com obstáculos masculino
A prova dos 3000 metros com obstáculos masculino do Campeonato Mundial de Atletismo de 2009 ocorreu no dia 16 de agosto com as eliminatórias e 18 de agosto com a final, ambas no Olympiastadion, na  Jamaica 

## Recordes
Antes desta competição, os recordes mundiais e do campeonato nesta prova eram os seguintes:
| Tipo                  | Atleta              | Tempo   | Local      | Data                  | Ref |
| --------------------- | ------------------- | ------- | ---------- | --------------------- | --- |
|                       | Saif Saaeed Shaheen | 7:53.63 | Bruxelas   | 3 de setembro de 2004 | ver |
| Recorde do campeonato | Moses Kiptanui      | 8:04.16 | Gotemburgo | 11 de agosto de 1995  | ver |

## Medalhistas
| Ouro                 | Prata                             | Bronze                  |
| Ezekiel Kemboi (KEN) | Richard Kipkemboi Mateelong (KEN) | Bouabdellah Tahri (FRA) |

## Resultados

### Eliminatórias
Estes são os resultados das eliminatórias. Os 39 atletas inscritos foram divididos em três baterias, se classificando para a final os quatro melhores de cada bateria (Q) mais os três melhores tempos no geral (q).
| Bateria 1 | Bateria 1                       | Bateria 1   | Bateria 1            |
| Pos.      | Atleta                          | Tempo       | Notas                |
| --------- | ------------------------------- | ----------- | -------------------- |
| 1         | KEN Richard Kipkemboi Mateelong | 8:17.99 (Q) |                      |
| 2         | BRN Tareq Mubarak Taher         | 8:18.13 (Q) |                      |
| 3         | KEN Paul Kipsiele Koech         | 8:18.16 (Q) |                      |
| 4         | ETH Roba Gary                   | 8:18.22 (Q) |                      |
| 5         | QAT Abubaker Ali Kamal          | 8:18.95 (q) | Recorde da temporada |
| 6         | MAR Abdelatif Chemlal           | 8:25.68     |                      |
| 7         | POL Tomasz Szymkowiak           | 8:27.93     |                      |
| 8         | PER Mario Bazán                 | 8:28.67     | Recorde nacional     |
| 9         | BEL Pieter Desmet               | 8:31.81     |                      |
| 10        | FRA Vincent Zouaoui-Dandrieaux  | 8:41.85     |                      |
| 11        | SWE Per Jacobsen                | 8:44.80     |                      |
| 12        | ESP Ángel Mullera               | 8:47.40     |                      |
|           | USA Kyle Alcorn                 | DNF         |                      |

| Bateria 2 | Bateria 2                 | Bateria 2   | Bateria 2            |
| Pos.      | Atleta                    | Tempo       | Notas                |
| --------- | ------------------------- | ----------- | -------------------- |
| 1         | KEN Brimin Kiprop Kipruto | 8:18.07 (Q) |                      |
| 2         | FRA Bouabdellah Tahri     | 8:18.23 (Q) |                      |
| 3         | RSA Ruben Ramolefi        | 8:18.24 (Q) |                      |
| 4         | UGA Benjamin Kiplagat     | 8:18.55 (Q) |                      |
| 5         | FIN Jukka Keskisalo       | 8:22.00 (q) |                      |
| 6         | SWE Mustafa Mohamed       | 8:22.92 (q) |                      |
| 7         | ESP José Luis Blanco      | 8:24.07     |                      |
| 8         | BEL Krijn van Koolwijk    | 8:24.22     | Recorde da temporada |
| 9         | RUS Ildar Minshin         | 8:33.89     |                      |
| 10        | CAN Rob Watson            | 8:44.73     |                      |
| 11        | AUS Youcef Abdi           | 8:49.88     |                      |
| 12        | ETH Legese Lamiso         | 8:51.63     |                      |
| 13        | USA Joshua McAdams        | 9:02.19     |                      |

| Bateria 3 | Bateria 3                       | Bateria 3   | Bateria 3            |
| Pos.      | Atleta                          | Tempo       | Notas                |
| --------- | ------------------------------- | ----------- | -------------------- |
| 1         | KEN Ezekiel Kemboi              | 8:19.36 (Q) |                      |
| DSQ       | MAR Jamel Chatbi                | 8:20.26 (Q) | Doping               |
| 2         | ETH Yacob Jarso                 | 8:20.91 (Q) |                      |
| 3         | ESP Eliseo Martín               | 8:24.29 (Q) |                      |
| 4         | MDA Ion Luchianov               | 8:27.41     |                      |
| 5         | NOR Bjørnar Ustad Kristensen    | 8:28.49     | Recorde da temporada |
| 6         | GER Steffen Uliczka             | 8:37.83     |                      |
| 7         | UGA Simon Ayeko                 | 8:37.86     |                      |
| 8         | JPN Yoshitaka Iwamizu           | 8:39.03     |                      |
| 9         | SLO Boštjan Buc                 | 8:40.56     |                      |
| 10        | POR Alberto Paulo               | 8:43.13     |                      |
| 11        | USA Daniel Huling               | 8:46.79     |                      |
|           | FRA Mahiedine Mekhissi-Benabbad | DNF         |                      |

### Final

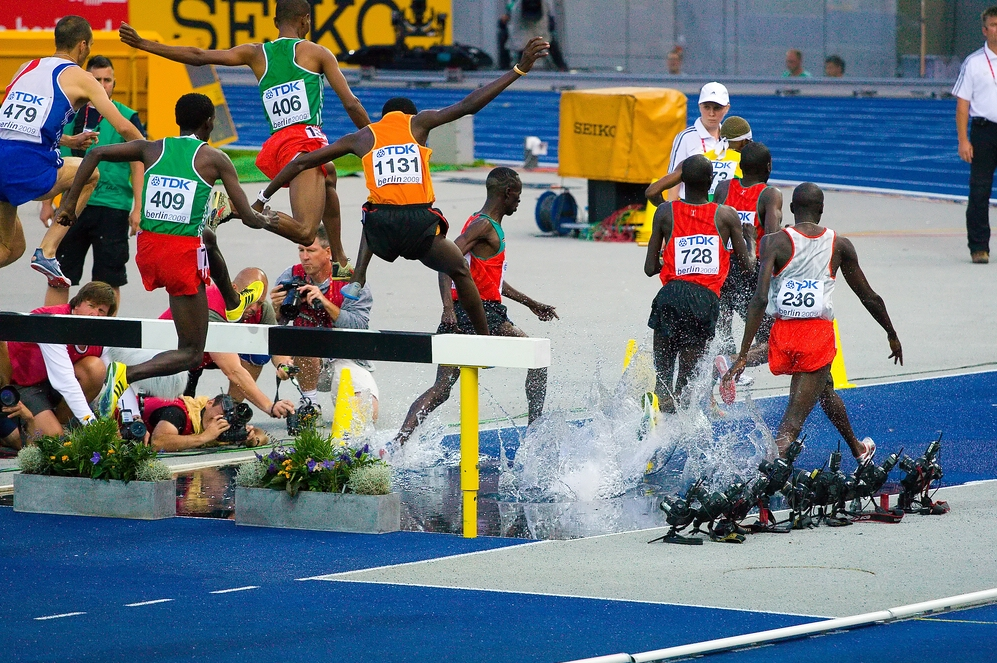
Imagem da final da prova.

Estes são os resultados da final:
| Pos.              | Atleta                          | Tempo   | Notas                 |
| ----------------- | ------------------------------- | ------- | --------------------- |
| Medalha de ouro   | KEN Ezekiel Kemboi              | 8:00.43 | Recorde do campeonato |
| Medalha de prata  | KEN Richard Kipkemboi Mateelong | 8:00.89 | Recorde pessoal       |
| Medalha de bronze | FRA Bouabdellah Tahri           | 8:01.18 | Recorde europeu       |
| 4                 | KEN Paul Kipsiele Koech         | 8:01.26 | Recorde da temporada  |
| 5                 | ETH Yacob Jarso                 | 8:12.13 | Recorde pessoal       |
| 6                 | ETH Roba Gary                   | 8:12.40 |                       |
| 7                 | KEN Brimin Kiprop Kipruto       | 8:12.61 |                       |
| 8                 | FIN Jukka Keskisalo             | 8:14.47 |                       |
| 9                 | ESP Eliseo Martín               | 8:16.51 | Recorde da temporada  |
| 10                | BRN Tareq Mubarak Taher         | 8:17.08 |                       |
| 11                | UGA Benjamin Kiplagat           | 8:17.82 |                       |
| 12                | QAT Abubaker Ali Kamal          | 8:19.72 |                       |
| 13                | RSA Ruben Ramolefi              | 8:32.54 |                       |
| 14                | SWE Mustafa Mohamed             | 8:35.77 |                       |
| DSQ               | MAR Jamel Chatbi                | DNS     | Doping                |

## Novos recordes
| Tipo                  | Atleta              | Tempo   | Local    | Data                  | Ref |
| --------------------- | ------------------- | ------- | -------- | --------------------- | --- |
|                       | Saif Saaeed Shaheen | 7:53.63 | Bruxelas | 3 de setembro de 2004 | ver |
| Recorde do campeonato | Ezekiel Kemboi      | 8:00.43 | Berlim   | 18 de agosto de 2009  | ver |

Legenda
| Recorde mundial       | Recorde mundial (World record)               |                       | Recorde africano                      | Recorde africano (African) |                                           | Q | Classificado por posição (Qualified) |
| Recorde do campeonato | Recorde do campeonato (Championship record)  | Recorde da América    | Recorde da América (Americas)         | q                          | Classificado por melhor tempo (Qualified) |   |                                      |
| Melhor marca do ano   | Melhor marca do ano (World leading)          | Recorde asiático      | Recorde asiático (Asian)              | DNS                        | Não largou (Did not start)                |   |                                      |
| Recorde nacional      | Recorde nacional (National record)           | Recorde europeu       | Recorde europeu (European)            | DNF                        | Não terminou (Did not finish)             |   |                                      |
| Recorde pessoal       | Recorde pessoal do atleta (Personal best)    | Recorde da Oceania    | Recorde da Oceania (Oceania)          | DSQ / DQ                   | Desclassificado (Disqualified)            |   |                                      |
| Recorde da temporada  | Recorde da temporada do atleta (Season best) | Recorde sul-americano | Recorde sul-americano (South America) | NM                         | Sem marca (No mark)                       |   |                                      |